# Gaylussacia duartei
Gaylussacia duartei är en ljungväxtart som beskrevs av Herman Otto Sleumer. Gaylussacia duartei ingår i släktet Gaylussacia och familjen ljungväxter. Inga underarter finns listade i Catalogue of Life.